# Johann von Massow
Johann Franz Gottlob von Massow (* 1. Dezember 1761 in Stolp; † 18. November 1805 in Treten) war Landrat des Kreises Rummelsburg in Hinterpommern.

## Leben
Er stammte aus der pommerschen uradligen Familie Massow. Sein Vater Bogislaff George von Massow (1717–1780) war Erbherr auf Brünnow, seine Mutter Veronica Louise war eine geborene von Versen. Der Großvater Joachim Rüdiger von Massow war Erbherr auf Brünnow und Landrat des Kreises Rummelsburg. 
Massow erhielt zunächst Privatunterricht im Elternhaus und trat 1775, mit etwa 14 Jahren, in die Preußische Armee ein. Er nahm 1778/79 am Bayerischen Erbfolgekrieg teil, wurde 1782 Offizier und 1785 mit dem Charakter eines Kapitäns aus dem Militärdienst verabschiedet. 
Das ererbte Gut Brünnow verkaufte Massow und kaufte sich stattdessen das Gut Treten. 1796 wurde er als Nachfolger des verstorbenen Balthasar Ludwig von Wobeser (1721–1796) zum Landrat des Kreises Rummelsburg gewählt und vom König ernannt. Er blieb Landrat bis zu seinem Tode im Jahr 1805. In das Amt als Landrat folgte ihm Johann Adolph August Wilhelm von Puttkamer (1777–1853). 
Massow war mit einer geborenen von Rosenberg (1769–1808) verheiratet. Aus der Ehe gingen die Söhne Karl Wilhelm (1786–1833) und Friedrich August (1788–1850) hervor.